# Арматура (залізобетон)

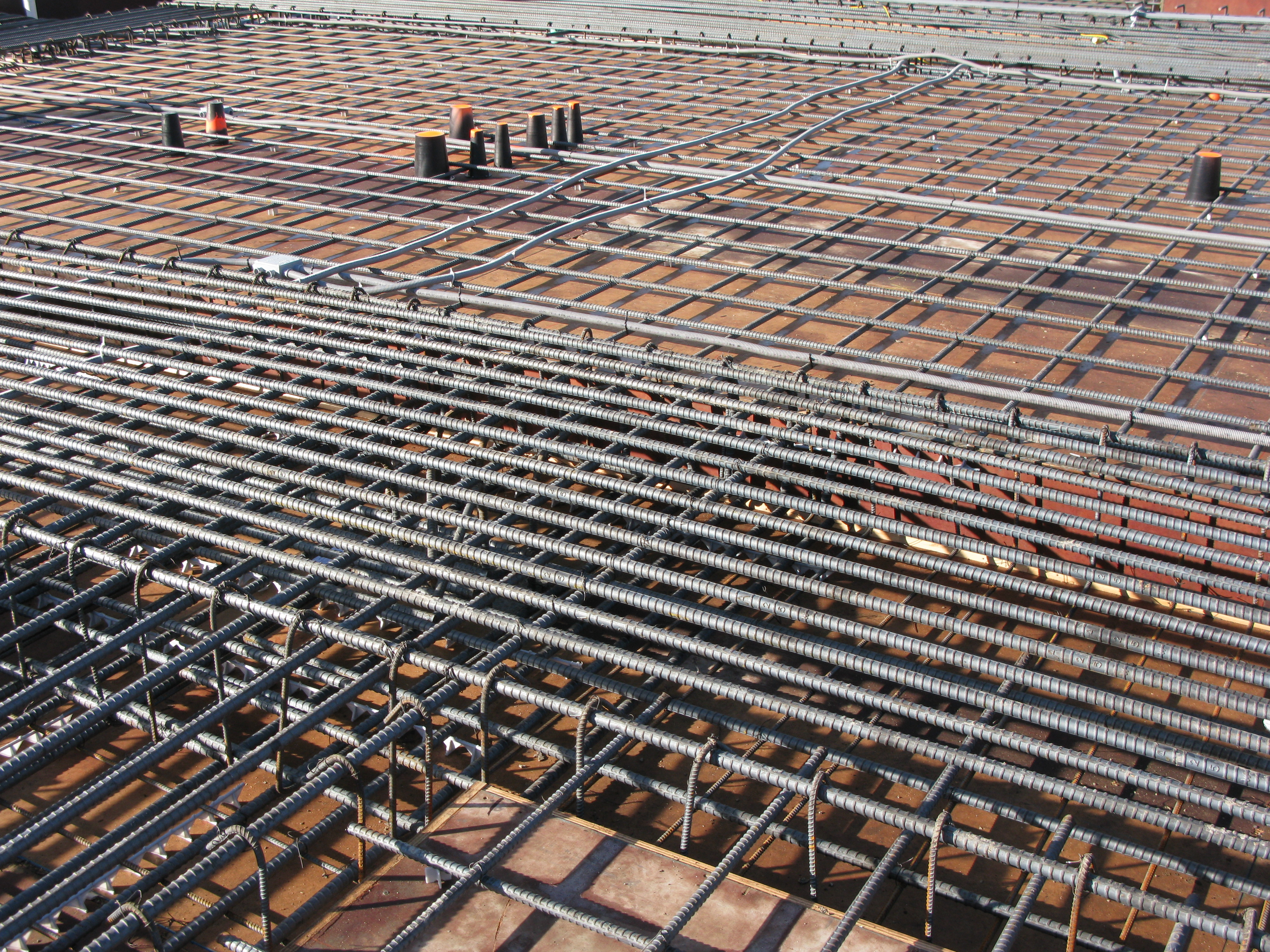
Арматурний каркас панелі перекриття перед заливкою бетоном

Армату́ра, ришту́нок – металеві вироби, що застосовуються для армування залізобетонних конструкцій з метою посилення їхньої міцності.
Для виготовлення арматури використовується спеціальна арматурна вуглецева та низьколегована сталь.
Стрижні виготовляють довжиною від 6 до 12 м. Арматурні вироби постачаються в прутках і мотках, можуть виготовлятися вимірної та невимірної довжини.